# Каракир
Каракир (каз. Қарақиыр) — село в Мактааральском районе Туркестанской области Казахстана. Входит в состав сельского округа Жолдабая Нурлыбаева. Код КАТО — 514473300.

## Население
В 1999 году население села составляло 710 человек (367 мужчин и 343 женщины). По данным переписи 2009 года, в селе проживали 843 человека (427 мужчин и 416 женщин).